# Henry Hull
Henry Hull (3 de octubre de 1890 – 8 de marzo de 1977) fue un actor estadounidense, conocido por su actuación en la película de Universal Pictures Werewolf of London (1935).  

## Biografía
Su verdadero nombre era Henry Watterson Hull  y nació en Louisville, Kentucky.
Actuó en un total de 74 filmes entre 1917 y 1966. Ya en 1918 participó en Mujercitas. A menudo interpretó papeles de reparto, como el del tío de Nancy Kelly en la película Tierra de audaces (1939), o el de Charles Rittenhouse en el título de Alfred Hitchcock, Lifeboat (1944). Otros dos papeles destacados fueron los de Abel Magwitch en la producción de 1934 Great Expectations, y el que realizó en el film dirigido por Tod Browning Miracles for Sale (1939).
En 1955 Hull actuó en un episodio de la sitcom de la CBS Meet Mr. McNutley. En 1961 intervino en la serie protagonizada por Barton MacLane para la NBC The Outlaws, junto a James Coburn, que actuaba como artista invitado.
La última película de Hull fue The Chase (La jauría humana) (1966), con Marlon Brando y Robert Redford. Un experto actor teatral, Hull actuó con frecuencia en Broadway al inicio de su carrera, e interpretó el papel de Jeeter Lester en la pieza Tobacco Road (1933), basada en la novela de Erskine Caldwell, que se mantuvo largo tiempo en cartel.

## Vida personal
Hull se casó con Juliet van Wyck Fremont (1884-1971) en 1913, permaneciendo la pareja unida hasta el fallecimiento de ella en 1971. Juliet era nieta del General de la Guerra Civil de los Estados Unidos John C. Fremont. El matrimonio tuvo tres hijos: Henry Jr., Shelley y Joan. Cuando su esposa falleció en 1971, Hull se trasladó a Inglaterra a vivir sus últimos años junto a su hija. Falleció en 1977 en la residencia de su hija en Cornualles a causa de un ictus. Fue enterrado en el Cementerio Rockland de Sparkill, Nueva York.
Hull tuvo dos hermanos también actores, Shelley Hull, casado con la actriz Josephine Hull, y Howard Hull, también casado con una actriz, Margaret Anglin.